# Geniostoma fagraeoides
Geniostoma fagraeoides är en tvåhjärtbladig växtart som beskrevs av George Bentham. Geniostoma fagraeoides ingår i släktet Geniostoma och familjen Loganiaceae. Inga underarter finns listade i Catalogue of Life.